# Variation and Evolution in Plants
Variation and Evolution in Plants é um livro escrito por G. Ledyard Stebbins. Foi publicado em 1950 e é uma das publicações mais importantes no que concerne à discussão das relações entre genética e selecção natural nas plantas.
O livro está dividido em 14 partes:
1. Descrição e análise de padrões de variabilidade em espécies e em géneros
2. exemplos de padrões de variabilidade
3. As bases da variabilidade individual
4. Selecção natural e variabilidade populacional
5. Sistemas genéticos como factores de evolução
6. Isolamento e a origem das espécies
7. Hibridização e os seus efeitos
8. Poliplóidia I: ocorrência e natureza dos tipos poliplóides
9. Poliplóidia II: distribuição geográfica e significância da poliplóidia
10. Apomixia em relação à variabilidade e à evolução
11. Hibridismo estrutural e o sistema genético
12. Tendências evolucionárias I: o cariótipo
13. Tendências evolucionárias II: morfologia externa
14. Fósseis, modernos padrões de distribuição e taxas de evolução

O livro foi descrito pelo sistemata Peter H. Raven como "o livro mais importante sobre evolução em plantas do século XX".